# INNOSENCE
INNOSENCE（イノセンス）は、2MCからなるヒップホップユニットである。現在は解散している。ユニット名の由来は「韻のセンス」。

## メンバー
- CHANNEL（本名:多田大介 1976年6月13日）

　　神奈川県出身。現在はソロMCとして活動中。
- SOHJIN （本名:佐藤創人 1975年7月5日）

　　東京都出身。解散後はRATHER UNIQUEを経て、現在はK+S CASEというユニットで活動中。

## ディスコグラフィ

### シングル
- スーパーツーカー (1999年10月26日)

### その他
- 無敵の捜査網 feat. INNOSENCE
  - BY PHAR THE DOPEST(by phar the dopest:1998年6月18日)
- welcome 2000
  - オムニバス(Break Audio Dynamite:2000年2月19日 / adjust audio dynamite:2002年11月27日)
- Roots feat. KICK THE CAN CREW & INNOSENCE
  - 嶋野百恵(Roots:2000年6月21日)
- Jump Up / INNOSENCE feat. CUEZERO」
  - オムニバス(WIREDⅡ:2000年7月19日)
- SEMINAR B PART2 / CUEZERO feat. INNOSENCE
  - CUEZERO(ZERO:2001年1月17日)
  - オムニバス(adjust audio dynamite)
- C'MON EVERYBODY (Remix) feat. INNOSENCE 
  - KICK THE CAN CREW(VITALIZER:2002年2月14日)
- NIPPONIA NIPPON (REMIX) feat. YAMAKOU, INNOSENCE
  - 童子-T(第三の男:2003年4月2日)